# محمد حرب (فلسطيني)
محمد كمال فهمي حرب (12 يناير 1979 في غزة – ) هو فنان تشكيلي ومخرج فلسطيني، ولد في مدينة غزة وتعلم في مدارسها وهو حاصل على شهادة البكالوريس من جامعة النجاح الوطنية بتخصص الديكور من كلية الفنون الجميلة عام 2001، تخرج من مدرسة الفنون البصرية بمجال الفنون الرقمية في مراكش في الفترة الواقعة بين عامي (2011-2015).

## حياته المهنية
بدأ في مجال الفن التشكيلي البصري عام 1998، وعمل في العديد من المؤسسات كمدرب للفنون البصرية في جامعة بن زهر بين عامي (2013-2014) في المغرب، ثم مخرج ومدير فني في مؤسسة حيفا للإعلام والفنون في غزة، ومدرب في برامج التدريب بمجال الفنون الرقمية المعاصرة في كل من فلسطين والمغرب وقطر، ومخرج وصانع للأفلام الوثائقية والفيديو آرت والتصوير الفوتوغرافي، وساهم في تأسيس مهرجان الفيديو آرت الدولي في غزة. حصل على العديد من المنح الإنتاجية لتنفيذ مشاريع في داخل فلسطين وخارجها في مجال الفنون البصرية المعاصرة، وشارك في مهرجان عين على الربيع العربي في إيطاليا، ومهرجان كان السينمائي الدولي ضمن الجناح الفلسطيني ضمن مشروع "غرفة الترحيل" 2019، كما كان عضو في رابطة الفنانين التشكيليين الفلسطينيين.

## أسلوبه الفني
اعتمد في أسلوبه على الدمج بين الفن والتكنولوجيا، وقد عايش الانتفاضة والحصار والحرب وتأثرت أعماله بالواقع الفلسطيني الذي يحاول تشكيليه من خلال الألوان، فشكلت لوحاته صورة حية عن معاناة شعبه ومستخدماً قدراته في التصوير الفتوغرافي، والفيديو آرت، والتشكيل بالضوء، كما أظهرت لوحاته مبادئ التواصل الإنساني وكسر حدود الواقع الأليم، باحثاً عن الحرية الفكرية والجغرافية.

## أعماله
شارك في العديد من المعارض الجماعية مثل جاليري الفضاء في كندا 2020، والبينالي الدولي للفيديو آرت في دبي وباريس 2010. وقدم ما يقارب 11 معرض فردي منها:
- معرض "أربع جدران" بجاليري الكهف بيت لحم 2008.
- معرض "إنعكاس" بالمركز الثقافي الفرنسي في غزة 2010.
- معرض "ضوء آخر" بجاليري ماين آرت في الدار البيضاء عام 2012.

- معرض "غزة سيرة ذاتية" في غزة عام 2017.

## جوائز
الجوائز التي حصل عليها:
- حاصل على الجائزة الفضية في المهرجان العربي الأوروبي الخامس للتصوير الفوتوغرافي عن محور الطفولة في ألمانيا عام 2008.
- حاصل على الجائزة الذهبية كأفضل فليم وثائقي عن فليمه (أحلام مكسورة)، بمهرجان الدار البيضاء السينمائي الدولي للفيلم الوثائقي والروائي عام 2008.